# Coryne hincksi
Coryne hincksi is een hydroïdpoliep uit de familie Corynidae. De poliep komt uit het geslacht Coryne. Coryne hincksi werd in 1898 voor het eerst wetenschappelijk beschreven door Bonnevie. 